# Những ngày Tháng Ba
Những ngày Tháng Ba hoặc Các sự kiện tháng 3 đề cập đến cuộc xung đột giữa các dân tộc và cuộc tàn sát giữa 3.000 đến 12.000 người Azerbaijan và những người Hồi giáo khác diễn ra từ ngày 30 tháng 3 đến ngày 2 tháng 4 năm 1918 trong thành phố Baku và các khu vực lân cận của Thống đốc Baku thuộc Cộng hòa Liên bang Dân chủ Xanh-đan. 
Điều này được thúc đẩy bởi cuộc đấu tranh quyền lực chính trị giữa Bolshevik với sự hỗ trợ của Liên đoàn Cách mạng Armenia (Dashnaktsutiun) ở một bên và bên Azerbaijan Musavat ở một nước khác, các sự kiện đã dẫn tới việc đàn áp cuộc nổi dậy của người Hồi giáo bởi lực lượng Bolshevik và Dashnak  và thành lập Công xã Baku tồn tại trong thời gian ngắn vào tháng 4 năm 1918. 
Azerbaijan chính thức đề cập đến Ngày Quốc khánh như là soyqırım ('diệt chủng'). Các nguồn khác giải thích các sự kiện tháng 3 trong bối cảnh bất ổn trong cuộc nội chiến.

## Tình hình chính trị
Sau cuộc Cách mạng tháng Hai, một Uỷ ban đặc biệt của vùng Kavkaz, bao gồm các đại diện Armenia, Azerbaijan và Gruzia, được thành lập để điều hành các bộ phận của Nam Caucasus dưới sự kiểm soát của Chính phủ lâm thời Nga. Sau cuộc Cách mạng tháng Mười, vào ngày 11 tháng 11 năm 1917, ủy ban này đã được thay thế bởi Ủy ban Transcasus, còn được gọi là Sejm, có trụ sở tại Tiflis. Sejm phản đối chủ nghĩa Bolshevism và tìm cách tách rời Nam Caucasus khỏi Bolshevik Nga. Để ngăn chặn điều đó, vào ngày 13 tháng 11 năm 1917, một nhóm Bolsheviks và các Nhà Cách mạng Xã hội Xã hội (SR) đã tuyên bố Liên Xô của Baku, một cơ quan quản lý có quyền lực trên lãnh thổ của Baku dưới sự lãnh đạo của Bolshevik Stepan Shahumyan. Mặc dù Liên bang Baku bao gồm Azerbaijanis và Armenia, những người không phải là Bolshevik hay nhất thiết phải thông cảm với ý tưởng của Bolshevik, hai đảng quốc gia và các thành viên của Sejm - Musavat và Liên đoàn Cách mạng Armenia - đã từ chối thừa nhận quyền lực của họ. Musavat của Baku dựa trên các Hội đồng Quốc gia Hồi giáo (MNCs), cơ quan đại diện cuối cùng thành lập Quốc hội đầu tiên của Cộng hoà Dân chủ Azerbaijan (ADR). Mammad Hasan Hajinski chủ tọa Ban chấp hành tạm thời cho các MNCs, trong khi Mammed Amin Rasulzade, Alimardan Topchubashev, Fatali Khan Khoyski và các nhân vật chính trị nổi bật khác là một trong số 44 đại biểu Azerbaijan đến Sejm. Trong khi đó, ARF, được thành lập ở Tiflis, đã thành lập một phái đoàn Armenia 27 thành viên của Sejm. Lãnh đạo của Liên Xô Baku, Shahumyan, giữ liên lạc với ARF và xem nó như là một nguồn hỗ trợ để loại bỏ ảnh hưởng Musavat ở Baku. Đáng chú ý là trong những ngày tháng 3 năm 1918, một trong những người sáng lập ARF, Stepan Zorian, đã có mặt tại Baku.